# Mediostoma
Genre
Synonymes
- Basostoma Kratochvíl, 1958

Mediostoma est un genre d'opilions dyspnois de la famille des Nemastomatidae.

## Distribution
Les espèces de ce genre se rencontrent au Moyen-Orient, en Asie centrale et en Grèce.

## Liste des espèces
Selon World Catalogue of Opiliones (23/04/2021) :
- Mediostoma armatum Martens, 2006
- Mediostoma ceratocephalum Gruber, 1976
- Mediostoma cypricum (Roewer, 1951)
- Mediostoma globuliferum (Koch, 1867)
- Mediostoma humerale (Koch, 1839)
- Mediostoma izmiricum Snegovaya, Kurt & Yagmur, 2016
- Mediostoma nigrum Martens, 2006
- Mediostoma pamiricum Starega, 1987
- Mediostoma stussineri (Simon, 1885)
- Mediostoma talischense (Morin, 1937)
- Mediostoma variabile Martens, 2006
- Mediostoma vitynae (Roewer, 1928)

## Publication originale
- Kratochvíl, 1958 : « Jeskynní sekáči Bulharska (Palpatores — Nemastomatidae). Höhlenweberknechte Bulgariens (Palpatores–Nemastomatidae). » Práce Brněnské základny Československé akademie věd, vol. 30, no 12, p. 523-576.